# Агуаш, Руй (футболист)
Жозе́ Руй Ло́пиш А́гуаш (порт. José Rui Lopes Águas; род. 28 апреля 1960, Лиссабон) — португальский футбольный тренер и футболист, нападающий. Известен по выступлениям за «Бенфику» и «Порту». В 1999 году стал главным тренером клуба «Витория» (Сетубал), проработал в клубе до 2 октября 2000 года. С 2003 по 2006 год исполнял обязанности ассистента главного тренера в клубе «Брага».

## Карьера игрока

### Клубная карьера
Агуаш родился в Лиссабоне и начал свою карьеру в местном клубе «Сесимбра», он стал профессиональным футболистом в сезоне 1983/84, когда подписал контракт с клубом высшей лиги «Портимоненсе», покинув «Атлетику клубе де Португал».
Перейдя в «Бенфику» в 1985 году, Агуаш забивал в среднем по 12 голов в сезоне, чем помог столичному клубу трижды выиграть чемпионат. Он участвовал в 1988 году в финале Кубка европейских чемпионов, когда «красные» проиграли по пенальти ПСВ со счётом 5:6.
Летом 1988 года Агуаш присоединился к «Порту», выиграв лигу во второй год с клубом с 17 голами в активе. Однако он вернулся в «Бенфику» только после двух лет с «драконами». 30-летний Агуаш забил 25 голов в первый год после возвращения, а команда заняла первое место. В последнем туре после матча с «Бейра-Мар» игрокам клуба были вручены медали чемпионов, в самом матче Агуаш забил два гола во втором тайме, «Бенфика» уверенно выиграла со счётом 3:0. Игрок «Порту» Домингуш Пасиенсия хоть и сделал покер в матче с «Витория Гимарайнш» (итоговый счёт 5:0), не смог догнать Агуаша в гонке бомбардиров, забив 24 гола за сезон.
В последнем розыгрыше Кубка европейских чемпионов Агуаш получил серьёзную травму колена в матче против «Динамо Киев», но всё же забил пять голов в 14 матчах. Уже в 34 года он покинул «Бенфику», но остался в столице, присоединившись к «Эштрела Амадора», его карьера закончилась неожиданным переездом за границу в январе 1995 года, в составе итальянской «Реджаны».
В начале 2000-х Агуаш тренировал «Эшторил-Прая» и «Витория Стеубал», с последними выиграл шесть матчей, три ничьи и девять поражений, в сезоне 1999/2000 «Витория» была понижена в классе.

### Карьера в сборной
Агуаш сыграл свой первый матч за Португалию 3 апреля 1985 года, это был товарищеский матч с Италией, который закончился поражением со счётом 0:2. Он участвовал в чемпионате мира 1986 года, выйдя на замену в матче, который закончился поражением со счётом 1:3 от Марокко.
В общей сложности Агуаш сыграл 31 матч за национальную сборную, забив 10 голов. Его последняя игра состоялась 17 ноября 1993 года в квалификации к чемпионату мира 1994 года, Португалия проиграла Италии с минимальным счётом.

## Тренерская карьера
В начале 2000-х Агуаш тренировал «Эшторил-Прая» и «Витория Сетубал», с последней выиграл шесть матчей, три ничьи и девять поражений, в сезоне 1999/2000 «Витория» была понижена в классе.
В августе 2014 года Агуаш был назначен тренером сборной Кабо-Верде, он работал со сборной на квалификации и в финальном раунде Кубка африканских наций 2015. Команда не вышла с группы, уступив по дополнительным показателям ДР Конго. Агуаш покинул команду 1 января 2016 года из-за невыплаты зарплаты.
В феврале 2017 года Агуаш был в числе кандидатов на пост тренера сборной Руанды. В мае следующего года он вернулся в сборную Кабо-Верде.
В конце декабря 2019 года Агуаш вернулся в клубный футбол, войдя в тренерский штаб соотечественника Жезуалду Феррейры в бразильском «Сантосе».

## Личная жизнь
Отец Руя, Жозе Агуаш (также нападающий), был игроком «Бенфики» в течение 13 лет, в основном в 1950-х. У него было два родных брата и сестра Мария Елена (Лена д’Агуа), сделавшая карьеру в поп-музыке.
Двоюродный брат Руя, Раул Агуаш, также в течение многих лет был футболистом и тренером.

## Достижения
Клубные
- Чемпион Португалии: 1987, 1990, 1991, 1994
- Обладатель Кубка Португалии: 1986, 1987, 1993
- Обладатель Суперкубка Португалии: 1986
- Финалист Кубка европейских чемпионов: 1987/88

Сборная
- Участник Чемпионата мира по футболу 1986

Личные
- Лучший бомбардир чемпионата Португалии: 1991